# Echinisis persephone
Echinisis persephone is een zachte koraalsoort uit de familie Isididae. De koraalsoort komt uit het geslacht Echinisis. Echinisis persephone werd in 1987 voor het eerst wetenschappelijk beschreven door Bayer & Stefani. 